# ركام (جيولوجيا)

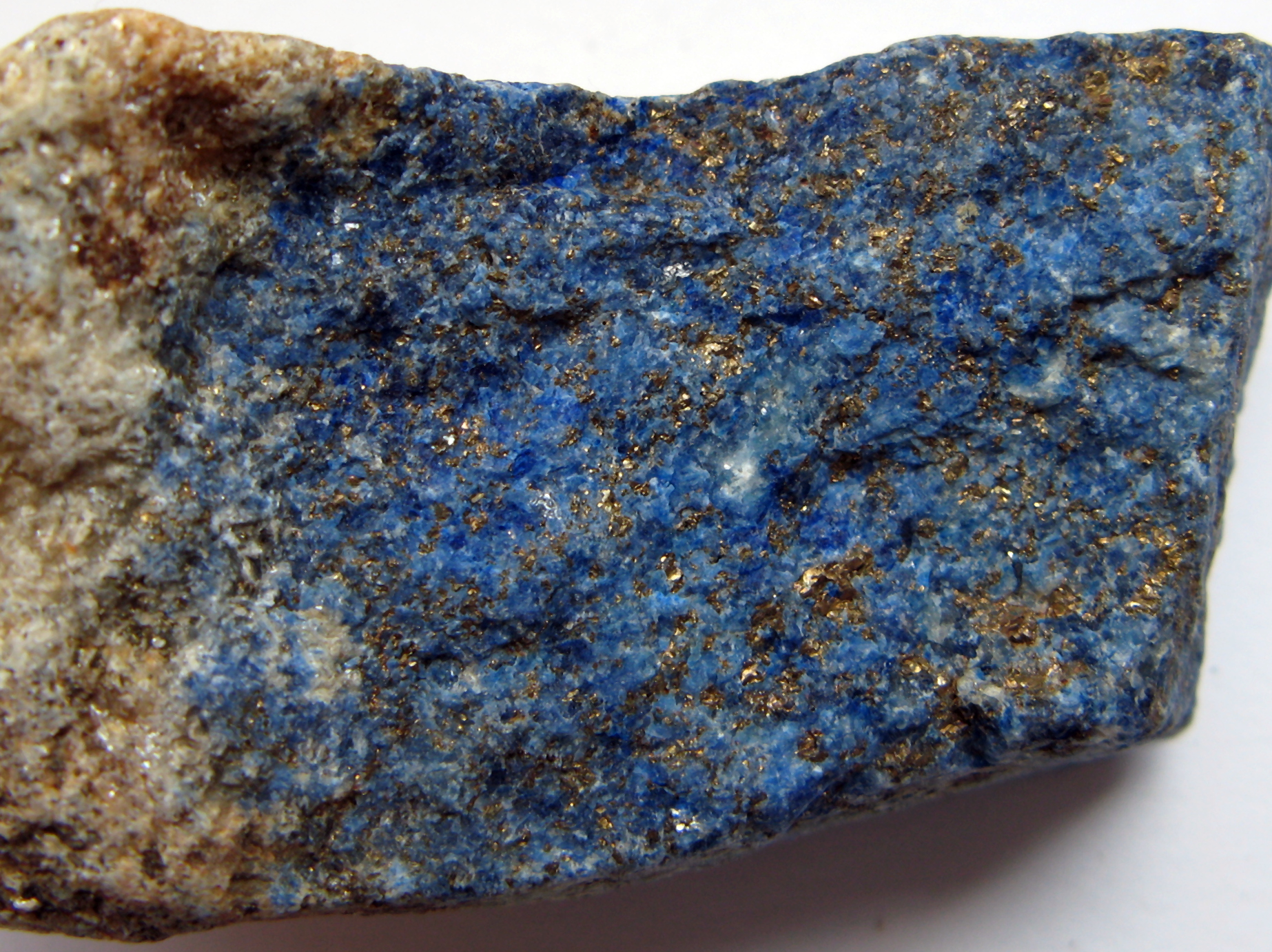
ركام الكريستال (اللازورد من أفغانستان)

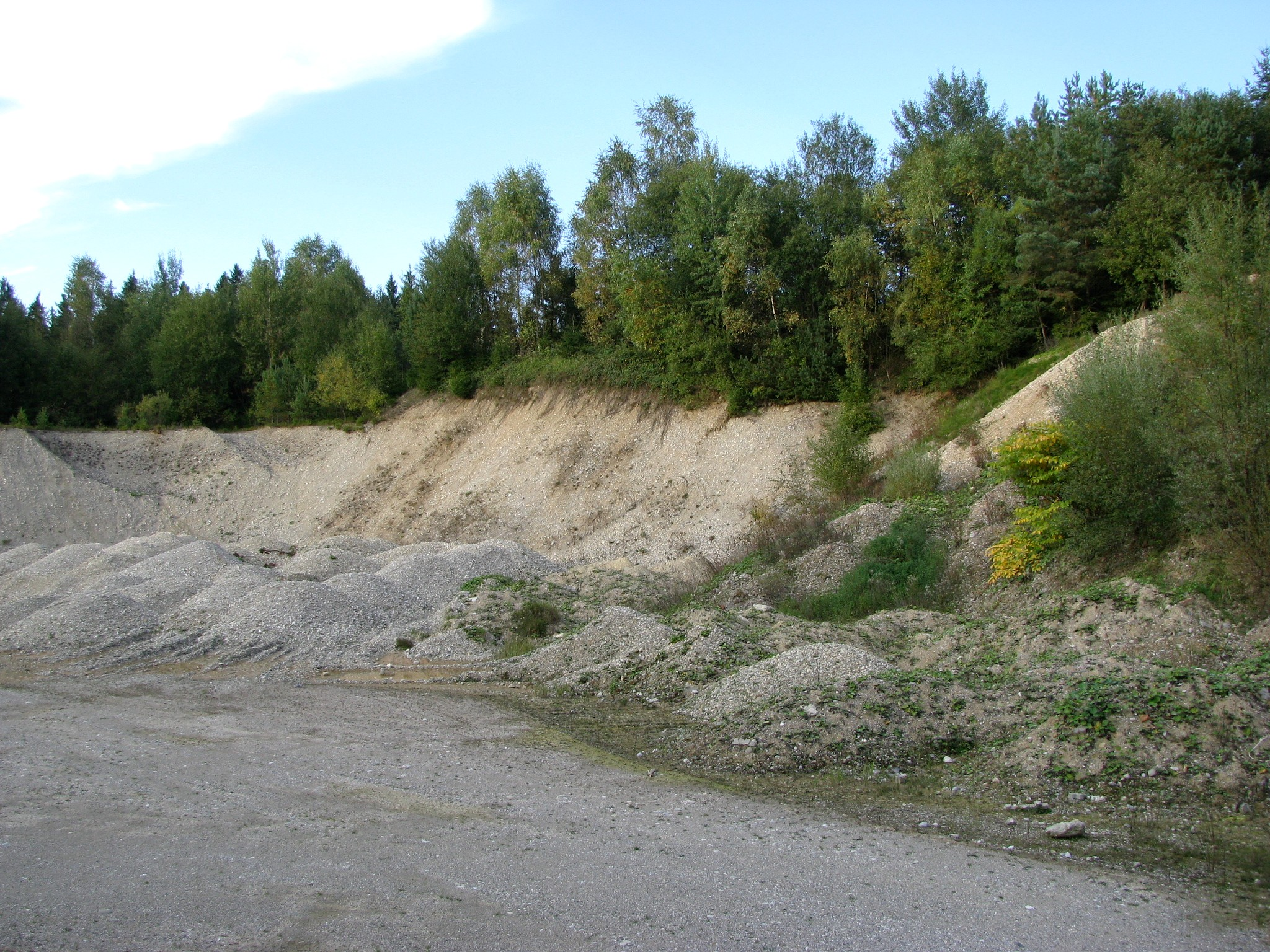
ركام البناء (حفرة الحصى في ألمانيا)

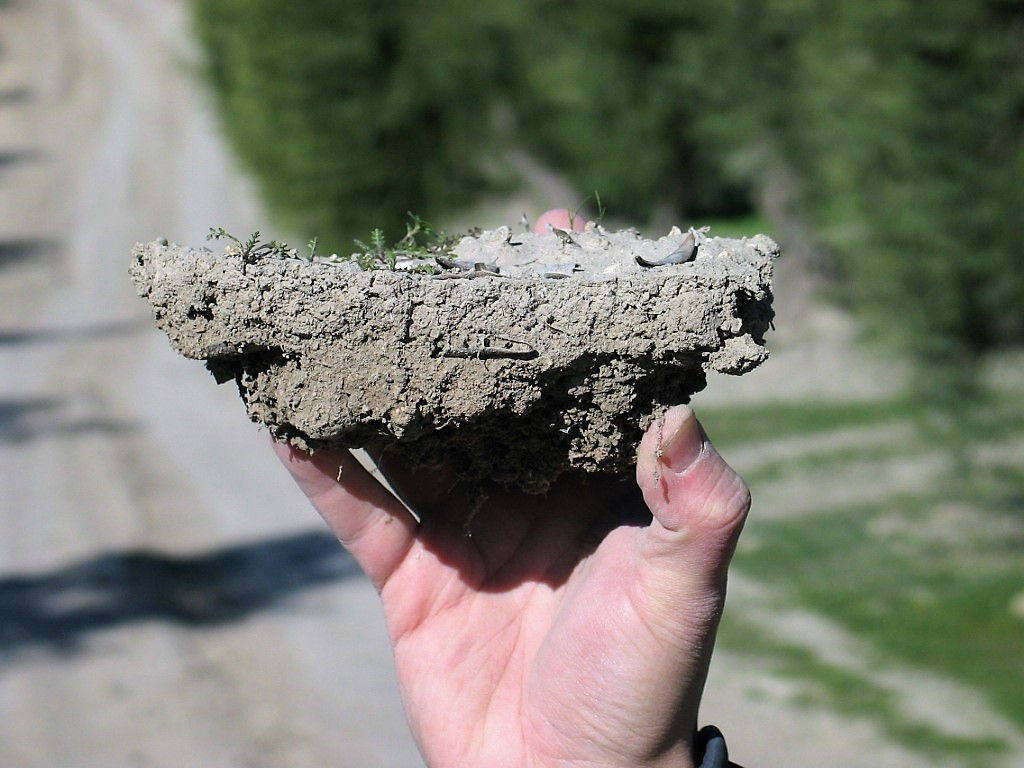
ركام التربة في اسبانيا

لدى الركام (بالإنجليزية: Aggregate)‏ في علوم الأرض ثلاثة معاني محتملة. ففي علم المعادن والصخور، الركام هو كتلة من معدن الكريستال، جسيمات شبه المعدن أوجسيمات الصخور. الأمثلة على ذلك الدولوميت، وهو عبارة عن مجموعة من بلورات الدولوميت المعدنية،  والجبس الصخري، وهو مجموعة من بلورات الجبس المعدنية. اللازورد هو نوع من الصخور يتكون من مجموع بلورات من العديد من المعادن بما في ذلك لازيريت، بيريت، فلوغوبيت، الكالسيت، الفلسبار البوتاسيوم، الولاستونيت وبعض المعادن من مجموعة صوداليت .
في صناعة البناء والتشييد، يكون الركام (يشار إليه غالبًا باسم الركام الإنشائي ) عبارة عن رمل أو حصى أو صخور مطحونة تم تعدينها أو استخراجها لاستخدامها كمواد بناء .
في علم دراسة التربة، الركام عبارة عن كتلة من جزيئات التربة. إذا كان الركام قد تشكل بشكل طبيعي، فيمكن أن يطلق عليه [[بادئة (طفل)|بادئة (بالإنجليزية: ped)‏]]؛ إذا تشكلت بشكل مصطنع، يمكن أن يطلق عليه كتلة ترابية (بالإنجليزية: clod)‏ .

## أمثلة ركام البناء
- صوان
- بازلت
- رمل
- حصى
- حجر رملي
- حجر جيري [7][8]
- الدولميت

## استخدام في الصناعة
يتم استخدام الركام على نطاق واسع في صناعة البناء  غالبًا في صناعة الخرسانة، يتم استخدام إجمالي البناء،  مع حوالي 6 مليارات طن من الخرسانة المنتجة سنويًا.

## روابط خارجية
- ما هي المجاميع؟
- المجاميع الخرسانية - الاعتبارات الجيولوجية
- ما هو المجموع؟ - أساسيات العارية للخرسانة - الجزء 2 فيديو YouTube (مدة 4 دقائق)